# Opera Show Format
Opera Show Format (OSF) és un conjunt de convencions utilitzats en una pàgina web utilitzant XHTML 1.0 Strict i CSS 2.1. Està dissenyat per permetre fer presentacions fàcilment creats amb eines de creació web. OSF requereix que una sèrie d'etiquetes meta estiguin present, incloent versió, generador, autor, i data de presentació (la data de creació o presentació). Tota la presentació, incloent totes les diapositives i imatges (a dades: URL) està contingut en un únic arxiu. L'aspecte de totes les diapositives es controla per la secció de disseny, contingut en un <div class="layout"> element HTML. Les diapositives estan contingudes en una secció de la presentació continguda en un <div class="presentatió"> element. Cada làmina està continguda en una <div class="slide"> element.

## Eines
La presentació de diapositives es crea amb la gemma de Ruby (S9) que fa OSF-presentacions compatibles mitjançant un Wikitext o llenguatge de marques. Altres eines inclouen la base Windows QuickShow, i el Projecte Velt giny d'Opera. Opera Software, un cop va proporcionar un generador OSF en línia, va passar per un que estava fora de línia. Una versió anterior es troba disponible al lloc personal d'Opera Software CTO, Håkon Wium Lie.